# Esau

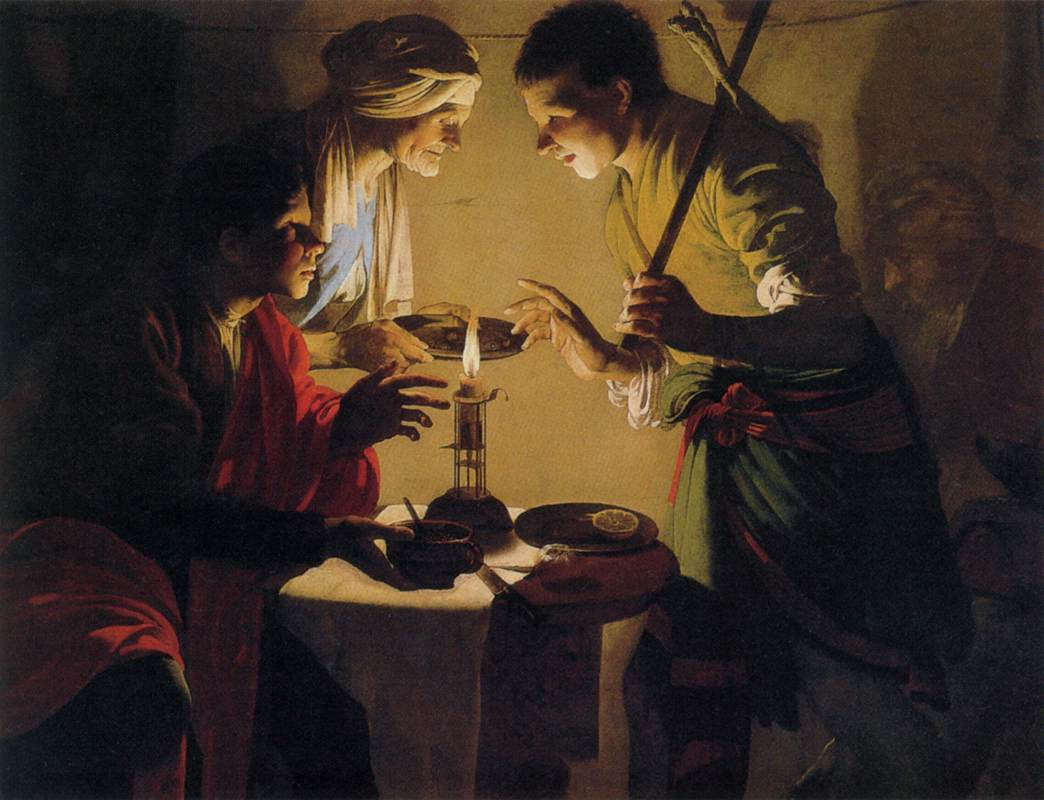
Esau säljer sin förstfödslorätt. Målning av Hendrick Terbrugghen.

Esau (hebreiska: עֵשָׂו, Esav) är i Bibeln son till Isak och Rebecka, tvillingbror till Jakob. Även profeten Jesaja i Gamla testamentet kallas ibland Esau.
Esau växte upp till jägare och Jakob till jordbrukare. Esau var luden och Jakob var slät. Esau var den förstfödde favoritsonen, men Jakob lyckades först köpa förstfödslorätten av sin bror och sedan lura sin far att välsigna honom i tron att han var Esau.